# 해양동
해양동(海洋洞)은 대한민국 경기도 안산시 상록구의 행정동이다.

## 역사
2007년 2월 22일 사1동에서 사3동이 분리되었고, 2017년 7월 1일 사3동이 해양동으로 변경되었다.

## 법정동
- 사동

## 교육
- 안산청석초등학교
- 안산해양초등학교
- 안산해솔초등학교
- 안산해솔중학교
- 안산해양중학교
- 성안고등학교
- 한양대학교 ERICA캠퍼스

## 아파트
| 단지명                 | 건설사   | 시행사              | 주소              | 주소 | 입주        | 비고 |
| ---------------------- | -------- | ------------------- | ----------------- | ---- | ----------- | ---- |
| 안산 고잔 6차 푸르지오 | 대우건설 | 대우건설 ㈜대원주택 | 상록구 해양1로 11 | 사동 | 2005년 7월  |      |
| 안산 고잔 7차 푸르지오 | 대우건설 | ㈜대원주택          | 상록구 해양1로 30 | 사동 | 2005년 12월 |      |
| 안산 고잔 9차 푸르지오 | 대우건설 | ㈜대원주택 대우건설 | 상록구 해양로 16  | 사동 | 2007년 9월  |      |